# Janík
Janík es un municipio del distrito de Košice-okolie en la región de Košice, Eslovaquia, con una población estimada a final del año 2024 de 600 habitantes.
Se encuentra ubicado en el centro de la región, en la cuenca hidrográfica del río Sajó (afluente derecho del Tisza) y cerca de la frontera con la región de Prešov y con Hungría.

## Demografía
| Año        | 1994 | 2004    | 2014    | 2024    |
| ---------- | ---- | ------- | ------- | ------- |
| Población  | 537  | 569     | 621     | 600     |
| Diferencia |      | +5,95 % | +9,13 % | −3,38 % |

| Año        | 2023 | 2024    |
| ---------- | ---- | ------- |
| Población  | 609  | 600     |
| Diferencia |      | −1,47 % |